# Bergeralm
Die Bergeralm bezeichnet im Gemeindegebiet Steinach am Brenner
- eine seit 1831 bestehende Almhütte[1]

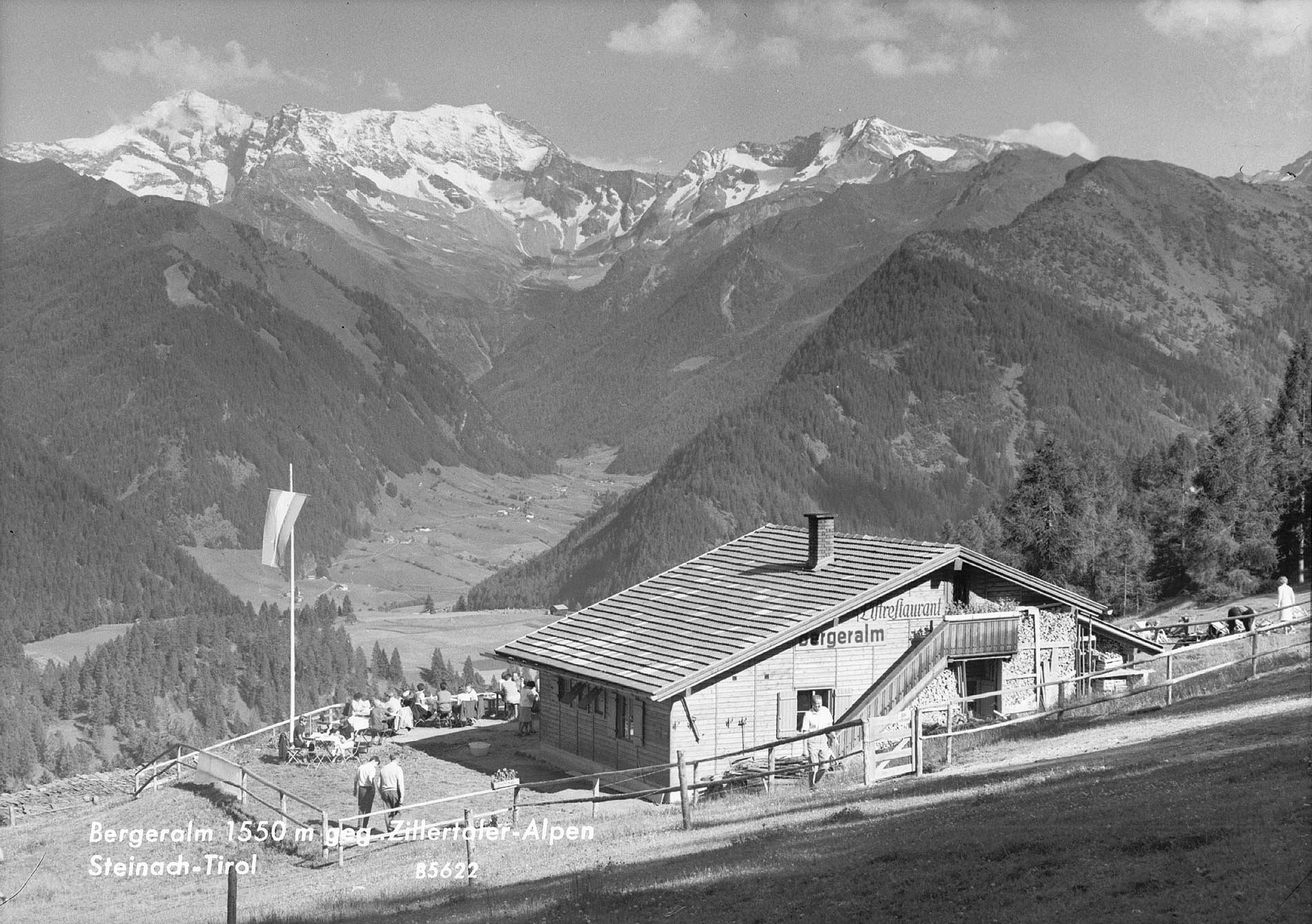
Bergeralm gegen Zillertaler Alpen (1966)

- das Schigebiet Bergeralm
- eine etwa 5 km lange Rodelbahn[2]

## Schigebiet Bergeralm
Das Schigebiet Bergeralm besteht aus der seit 2007 bestehenden 8er-Gondelbahn Bergeralmbahn von Steinach zum Bereich der Bergeralm, der seit 2017 bestehenden Kombibahn (8er-Gondeln bzw. 6er-Sesseln) Hoher Turm auf das Nösslachjoch, der Steinbodenbahn (4er-Sessel; seit 2004) sowie dem Schlepplift Hochsonnlift und Tellerlift 3er Lift.
Seit 1990 besteht eine Beschneiungsanlage inklusive des Speicherteichs Bergeralm mit einem Volumen von 63.000 m³.